# Оздаковці
45°26′ пн. ш. 17°34′ сх. д. / 45.43° пн. ш. 17.56° сх. д.
Оздаковці (хорв. Ozdakovci) — населений пункт у Хорватії, у Пожезько-Славонській жупанії у складі громади Велика.

## Населення
Населення за даними перепису 2011 року становило 5 осіб.
Динаміка чисельності населення поселення:

## Клімат
Середня річна температура становить 10,47 °C, середня максимальна – 24,18 °C, а середня мінімальна – -5,64 °C. Середня річна кількість опадів – 875 мм.
| Клімат поселення                              | Клімат поселення | Клімат поселення | Клімат поселення | Клімат поселення | Клімат поселення | Клімат поселення | Клімат поселення | Клімат поселення | Клімат поселення | Клімат поселення | Клімат поселення | Клімат поселення | Клімат поселення |
| Показник                                      | Січ.             | Лют.             | Бер.             | Квіт.            | Трав.            | Черв.            | Лип.             | Серп.            | Вер.             | Жовт.            | Лист.            | Груд.            |                  |
| Середній максимум, °C                         | 6,46             | 8,00             | 12,36            | 16,16            | 21,06            | 24,18            | 23,65            | 23,32            | 19,42            | 14,62            | 9,05             | 5,00             |                  |
| Середня температура, °C                       | 0,41             | 1,95             | 6,29             | 10,11            | 14,99            | 18,11            | 20,11            | 19,78            | 15,87            | 11,08            | 5,49             | 1,45             |                  |
| Середній мінімум, °C                          | −5,64            | −4,11            | 0,24             | 4,06             | 8,93             | 12,07            | 16,56            | 16,23            | 12,33            | 7,53             | 1,96             | −2,08            |                  |
| Норма опадів, мм                              | 53               | 50               | 57               | 71               | 82               | 103              | 82               | 83               | 69               | 75               | 83               | 67               |                  |
| Середньомісячна швидкість вітру, м/с          | 2.12             | 2.38             | 2.65             | 2.55             | 2.31             | 2.09             | 2.04             | 1.90             | 1.95             | 2.04             | 2.13             | 2.18             |                  |
| Середньомісячна сонячна радіація, кДж/м²·день | 4358             | 7097             | 10887            | 15198            | 19227            | 21285            | 22102            | 19744            | 14782            | 9249             | 4966             | 3655             |                  |
| --------------------------------------------- | ---------------- | ---------------- | ---------------- | ---------------- | ---------------- | ---------------- | ---------------- | ---------------- | ---------------- | ---------------- | ---------------- | ---------------- | ---------------- |
| Джерело:                                      |                  |                  |                  |                  |                  |                  |                  |                  |                  |                  |                  |                  |                  |